# Путиловская железная дорога
Путиловская железная дорога (Путиловская линия, Железная дорога Путиловского товарищества) — историческое название одной из грузовых линий Петербургского железнодорожного узла. Другие названия в интерпретациях связанных маршрутов — Северное полукольцо, Северная портовая ветвь и др. Построена в 1870—1880 годах от существовавшей между Варшавским и Николаевскими вокзалами Соединительной ветки в направлении Путиловского завода и Нового порта на Гутуевском острове.
Путевые посты (служебные разделительные пункты) по пути следования к порту от Соединительной ветки: Цветочный пост, Корпусный пост, Пущино. Последняя являлась внутренним узловым пунктом на территории Путиловского завода у причалов Нового порта, с ответвлениями на внутризаводское путевое развитие и через остров Вольный в сторону конечного пункта Новый Порт в таможенной зоне на Гутуевском острове гавани.

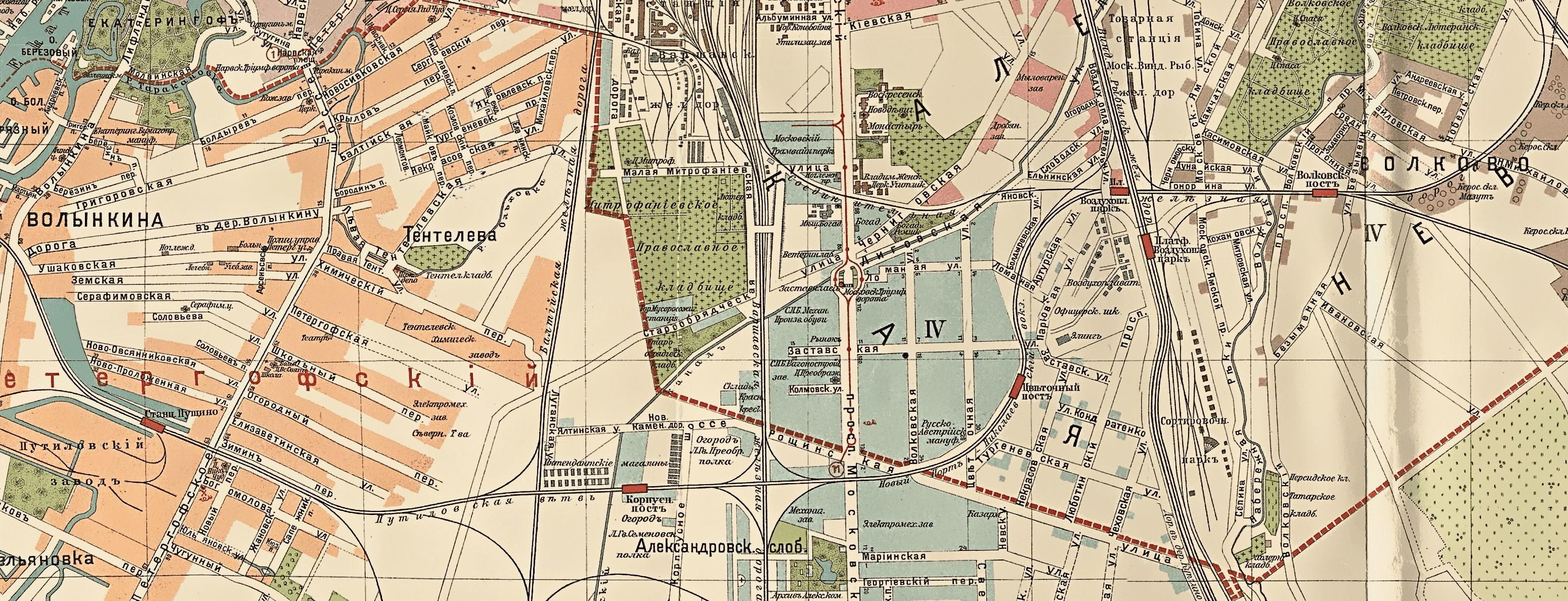
Путиловская и Соединительная ветви петербургского железнодорожного узла на карте 1912 года

## История

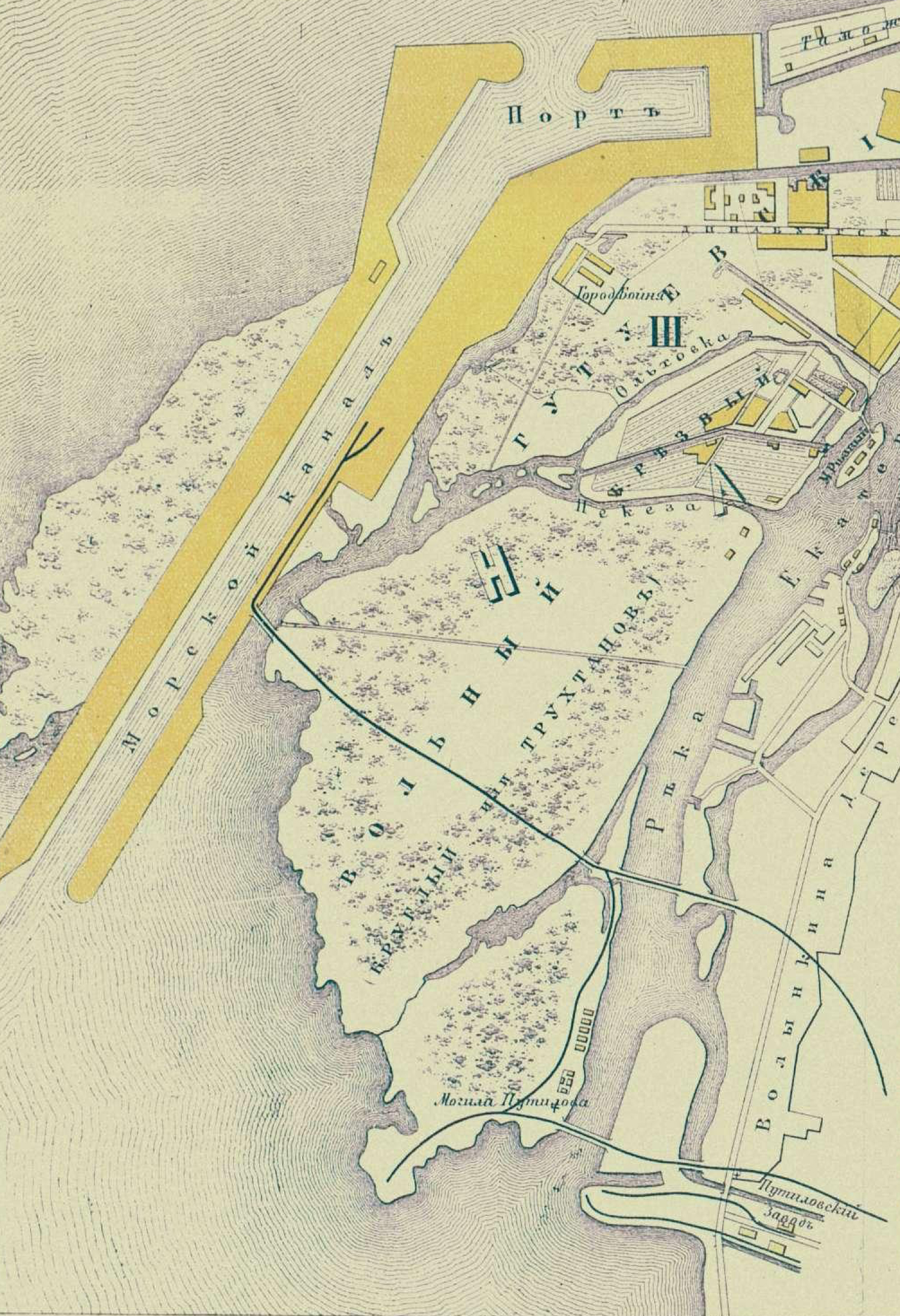
Карта 1888 года с изображением железной дороги Гутуевского товарищества и западной оконечности Путиловской линии с обозначением могилы основателя линии Н. И. Путилова

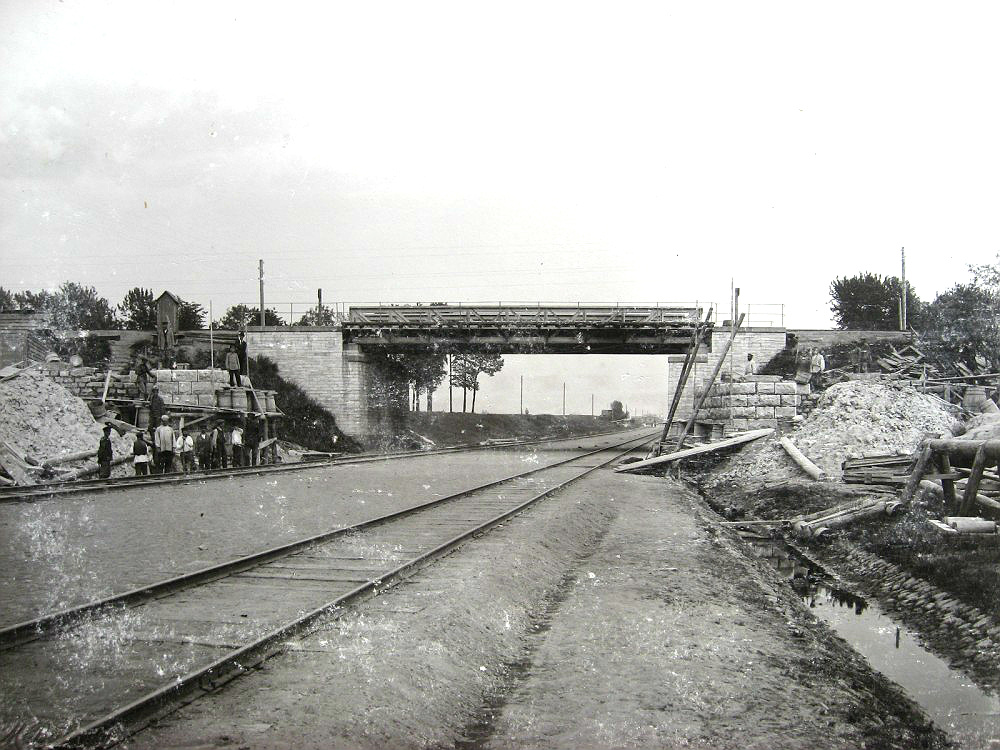
Строительство моста для Императорского пути над Путиловской ж/д ветвью у платформы Воздухоплавательный парк (1900)

Летом 1869 года действительный статский советник Н. И. Путилов, владевший заводом по производству рельсов и механизмов, попросил у Министерства путей сообщения разрешения на строительство за свой счёт железной дороги, соединяющей его завод с пристанями на Неве с одной стороны, и на побережье Невской губы с другой; а также с Николаевской, Варшавской и Петергофской железными дорогами. Целью строительства было уменьшение расходов, связанных с перегрузкой и перевозкой готовых изделий и сырья для своего завода. Дорогу предполагалось построить за три года, затратив два миллиона рублей. Весной 1870 года Положение о железной дороге Путиловского товарищества было высочайше утверждено, а летом того же года утверждён план трассировки железной дороги. В акте №48189 от 27 марта 1870 года трасса будущей дороги описывалась следующим образом:

для соединения имеющими быть устроенными означенным товариществом двух пристаней: одной на Неве близ верховьев Обводного канала против Стеклянного завода и другой на взморье, а также соединительные ветви к железным дорогам: Николаевской, Варшавской и Петергофской, к рельсовому и механическому заводу Путилова, находящемуся на 8-й версте Нарвского шоссе, к принадлежащему же Путилову железоделательному заводу под фирмой: «Аркадия», находящемуся близ бассейна Николаевской железной дороги, и к Невскому механическому заводу Семянникова и Полетики, находящемуся на берегу Невы, на 6-й версте по Шлиссельбургскому тракту.— Высочайше утверждённое Положение о железной дороге Путиловского товарищества
Таким образом, железная дорога длиной 16 км, в описании от залива в континентальном направлении, должна была пролечь от устья Невы в районе Обводного канала, и, охватив путиловские производства в районе порта, выйти на восточное направление, пересекая по пути к Николаевской три железные дороги, Царскосельскую, Варшавскую и Петергофскую. Ко всем этим дорогам, кроме Царскосельской (имевшей нестандартную колею), Путилов должен был подвести соединительные ветки. Помимо причалов на взморье, Путиловская ветвь должна была другим своим концом выйти в сторону Невы в район будущего Обуховского завода. В начале эксплуатации подвижной состав Путиловской линии должен был состоять из не менее чем двух паровозов и 60 грузовых вагонов или платформ.
Железная дорога стандартной колеи длиной 33 км была открыта в ноябре 1881 года. На большей части своего протяжения она была однопутной, хотя имелся небольшой двухпутный участок длиной около 4 км. Максимальный продольный уклон пути на железной дороге был 10 ‰, наименьший радиус кривых в поворотах — 213 м .  
В отличие от Соединительной ветви, экономические интересы в постройке Путиловской ветви, хоть и замыкались на поднимающий голову отечественный капитал, но были одновременно также и внешнеторговыми, и военно-стратегическими. Идея, за реализацию которой взялся Путилов, была не только «проектом второй очереди петербургского железнодорожного узла»: одновременно формировалась и морская составляющая единого транспортного комплекса столицы России. Выпускник Морского кадетского корпуса и офицерских классов, преподаватель там же и ученый-математик, организатор высокотехнологического машинного производства в годы Крымской войны, один из создателей винтового парового флота России — Путилов пользовался заслуженным доверием в самых различных кругах, в том числе и при дворе. Капиталистом и промышленником Путилов стал на ссуду, полученную из бюджета Морского министерства. Вложив эти деньги в покупку обанкротившихся мастерских в порту, Путилов вывел свой завод и его продукцию в лидеры. Цена «путиловского рельса» была на 30 % ниже английского или немецкого — уже это гарантировало быструю окупаемость вложений в будущую Путиловскую ветвь. Морской канал, к которому она вела — также его детище, благодаря которому одновременно с железнодорожным узлом родился Большой грузовой порт Петербурга.
Начинаясь от Николаевской железной дороги, Путиловская ветвь последовательно пересекала Царскосельскую, Варшавскую и Балтийскую железные дороги, а затем по мосту через Екатерингофку приходила в порт. Здесь, переходя с одного острова на другой, ветвь доходила до консигнационных и таможенных складов Гутуевского острова.

## Современность

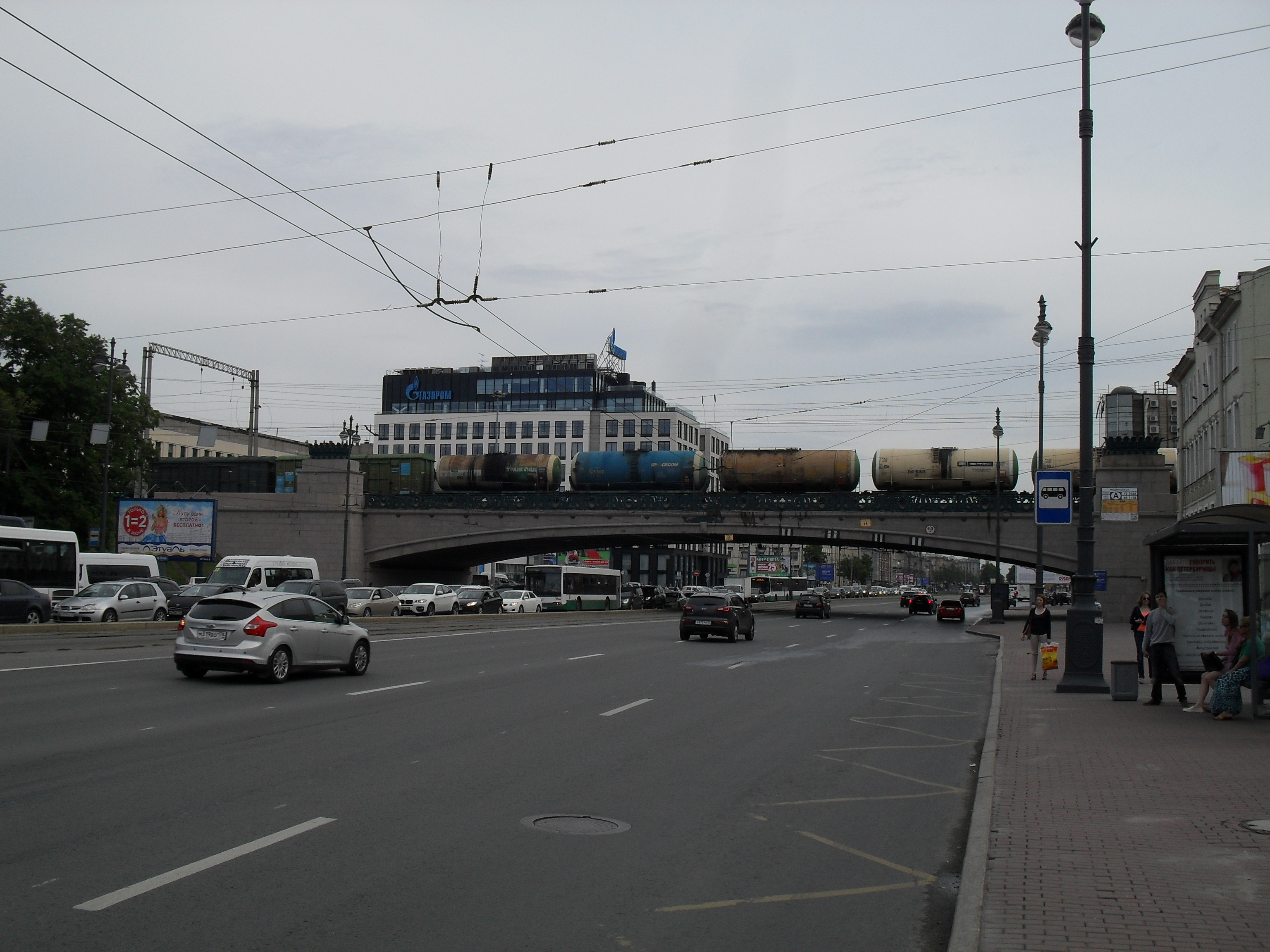
Путепровод над Московским проспектом у метро «Электросила» — часть Путиловской линии (современный мост построен в 1955 гг., архитектор В. Д. Кирхоглани)

В начале XXI века маршруту исторической линии соответствует участок Санкт-Петербург-Товарный-Московский — Волковская — Цветочная — Корпусный Пост — Новый Порт (13 км). Также может применяться более широкое понятие «Окружная линия» — продолжение Путиловской на восток через станцию Глухоозерская, Финляндский железнодорожный мост и Ладожский вокзал на север до Парголово по Парнасской ветви.
На станции Новый Порт имеется терминал железнодорожного парома, соединяющий сеть с железнодорожными путями Балтийского завода на Васильевском острове. Рейсы выполняет паром-ледокол ПЛ-2, используются тепловозы ТГМ23, которые переправляются вместе с вагонами на пароме.

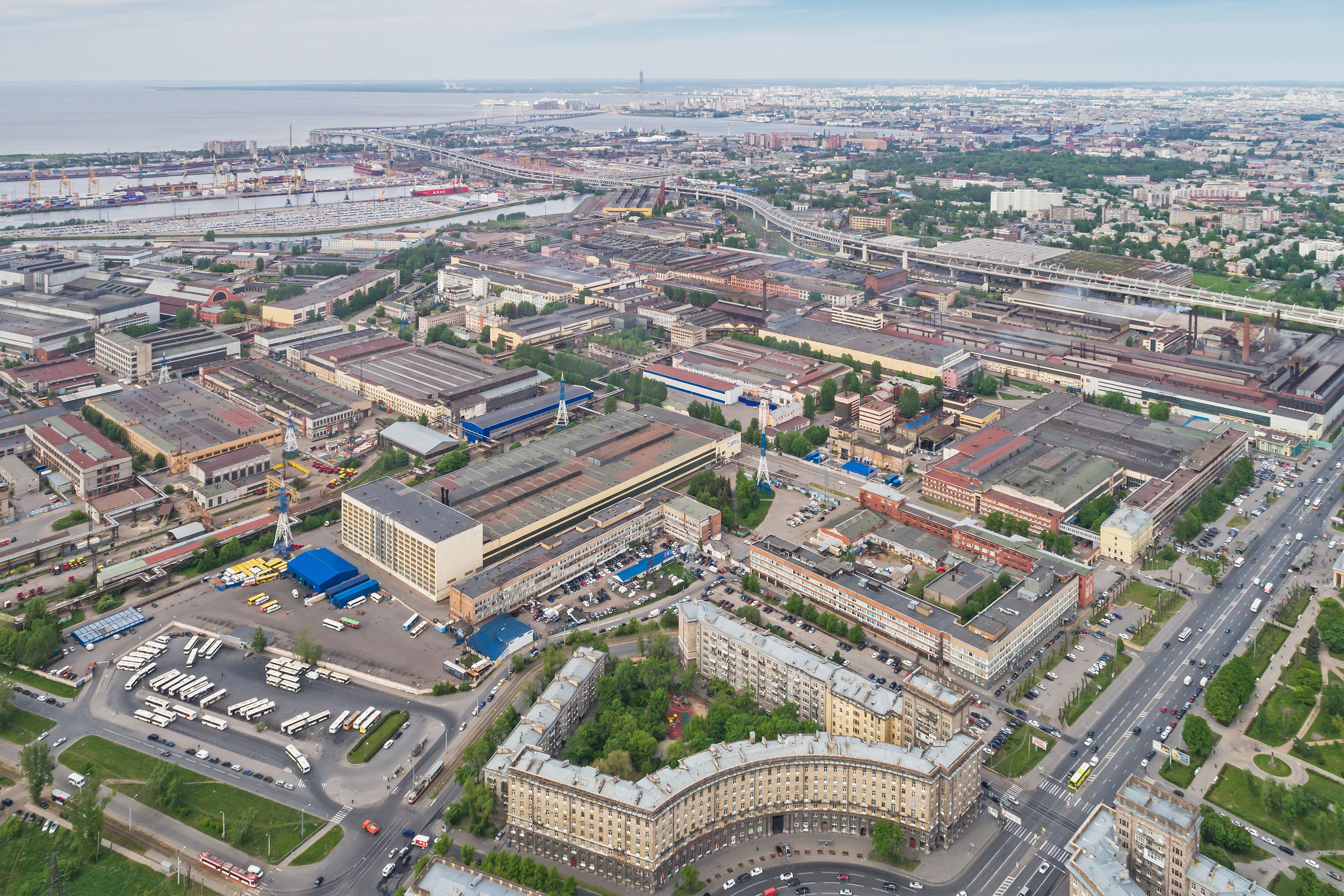
Эстакада ЗСД, проходящая от Митрофаньевского шоссе до Гутуевского острова над Путиловской линией

По станции Волковская проходит граница Санкт-Петербургского и Санкт-Петербург — Витебского регионов обслуживания Октябрьской железной дороги. В районе Автово находится соединительная линия между Северной и Южной «портовыми ветвями», центром которой является открытая в 1936 году станция Нарвская, до этого существовавшая в виде остановочного пункта Пост № 2 Морской линии.
Предложенный в 2017 году проект «открытого метро» предполагает реконструкцию и использование части Путиловской линии для внутригородского пассажирского движения (в сентябре 2018 года РЖД подала заявку на бюджетное финансирование). В начале XXI века часть маршрута линии была использована при трассировке Западного скоростного диаметра, развитие этой концепции предполагается и в проекте Восточного скоростного диаметра.